# Kahuapana-Zaparo
Kahuapana-Zaparo jezici (privatni kod: caza[neaktivna poveznica]), prema Greenbergu, jedna od grana andskih jezika iz Ekvadora i Perua, koja obuhvaća porodice Cahuapanan (Kawapanan, Kahuapanan, Kawapánan, Kahuapana) s jezicima tschaahui (chayahuita) [cbt], jebero [jeb] i kahuapana [cbt] i zaparoan (Zaparan, Sáparo, Zaparo) s jezicima arabela [arl], iquito [iqu] shimigae [anb], zaparo [zro] i andoa [anb].
Porodice cahuapanan i zaparoan, danas se vode kao samostalne porodice.